# 苏珊·戴伊
苏珊·戴伊（英語：Susan Dey，1952年12月10日—），女，美国演员。曾获得金球奖剧情类剧集最佳女主角。